# Pihla Viitala
Pihla Viitala (n. en Helsinki, 30 de septiembre de 1982) es una actriz finlandesa. 

## Biografía
Viitala nació en Helsinki, Finlandia. Estudió actuación en la Academia de Teatro de Helsinki.
En 2004, se casó con el músico Kerkko Koshinen; la pareja se divorció en 2008. En 2012, dio a luz a su hija Astrid, cuyo padre es Alex Schimpf.
La actriz Rebecca Viitala es prima de Viitala.

## Filmografía

### Cine
| Año  | Título                               | Papel        | Notas     |
| ---- | ------------------------------------ | ------------ | --------- |
| 2007 | Ganes                                | Nina         |           |
| 2007 | Sanaton Sopimus                      | Mia Valtonen | Telefilme |
| 2008 | Tears of April                       | Miina Malin  |           |
| 2008 | Jungle of Dreams                     | Sara         |           |
| 2009 | Hellsinki                            | Monika       |           |
| 2009 | Pihalla                              | Meri         |           |
| 2009 | Reykjavik Whale Watching Massacre    | Anette       |           |
| 2010 | Bad Family                           | Tilda        |           |
| 2010 | The Hustlers                         | Anna         |           |
| 2010 | Our Little Brother                   | Siiri        | Telefilme |
| 2011 | Red Sky                              | -            |           |
| 2011 | Elokuu                               | Johanna      |           |
| 2012 | Must Have Been Love                  | Helmi        |           |
| 2013 | Hansel y Gretel: Cazadores de brujas | Mina         |           |
| 2015 | Latin Lover                          | Solveig      |           |
| 2017 | Kuudes Kerta                         | Annika       |           |
| 2017 | Kaiken Se Kestää                     | Marja        |           |
| 2018 | Stupid Young Heart                   |              |           |
| 2019 | Maria's Paradise                     |              |           |

### Televisión
| Año         | Título                  | Papel             | Notas                        |
| ----------- | ----------------------- | ----------------- | ---------------------------- |
| 2007        | Sanaton sopimus         | Mia Valtonen      | Película para TV             |
| 2008        | Lemmenleikit            | Janina Lundberg   | 4 episodios                  |
| 2008        | Projectors              | Leena             | 2 episodios                  |
| 2009        | Ihmebantu               | Ella misma        | Invitada especial 1 episodio |
| 2010        | Nuestra pequeña hermana | Siiri             | Película para TV             |
| 2010        | Virta                   | Amanda Valke      | 2 episodios                  |
| 2013 - 2014 | Hellfjord               | Riina Kesäkaverit | 7 episodios                  |
| 2014-2016   | Mustat Lesket           | Veera Joentie     | 24 episodios                 |
| 2018-2022   | Deadwind                | Sofía Karppi      | 28 episodios                 |
| 2018        | Arctic Circle           | Marita Kautsalo   | 10 episodios                 |
| 2018        | Kieler Street           | Natasja           | 2 episodios                  |
| 2020        | Cold Courage            | Mari              | próximamente                 |

## Premios
- 2010 Premio Shooting Stars